# تام سخنگوی من
تام سخنگوی من (انگلیسی: My Talking Tom) یک اپلیکیشن حیوان خانگی مجازی است که توسط استودیوی اسلوونیایی اوت‌فیت۷ در نوامبر ۲۰۱۳ منتشر شده‌است. این برنامه به‌طور کلی شبیه به پو و چهاردهمین برنامه از سری تام سخنگو و دوستان می‌باشد. یک برنامهٔ مشابه به نام آنجلای سخنگوی من در ۳ دسامبر ۲۰۱۴ منتشر شد. همچنین یک برنامهٔ مشابه دیگر به نام هنک سخنگوی من در ۲ دسامبر ۲۰۱۶ منتشر شد. به دنبالهٔ آن تام سخنگوی من ۲ در ۳ نوامبر ۲۰۱۸ منتشر شد. برنامه مشابه دیگری نیز به نام دوستان تام سخنگوی من در ۱۱ ژوئن ۲۰۲۰ منتشر شد.

## گیم‌پلی
هدف این بازی مراقبت از یک گربهٔ خاکستری‌رنگ انسان‌نمایی به‌نام «تام» می‌باشد که بازیکن می‌تواند نام آن‌را به دلخواه تغییر دهد. بازیکن تشویق می‌شود تا از تام مراقبت کند و با کمک به رشد او از یک بچه‌گربه به یک گربهٔ بالغ، با او تعامل داشته باشد. این تعامل شامل غذا دادن به او، بردنش به دستشویی، بازی کردن با او در مینی‌گیم‌ها، و خواباندنش زمانی که خسته است، می‌شود.

## تام سخنگوی من ۲
تام سخنگوی من ۲ دنباله‌ای برای تام سخنگوی من می‌باشد که در ۶ نوامبر ۲۰۱۸ منتشر گردید. هدف این بازی مشابه بازی اصلی است، با افزودنی‌های جدیدی مانند جعبه اسباب‌بازی، حیوانات خانگی و رویدادهایی که همکاری‌های میان اوت‌فیت۷ و دیگر نهادها را شامل می‌شود.

## همچنین ببینید
- آنجلای سخنگو